# Олександр Дель Валь
Олександр Дель Валь (фр. Alexandre del Valle; нар. 6 вересня 1969, Марсель) — французький політолог, публіцист, автор численних книг, статей і наукових робіт у галузі міжнародних відносин і геополітики.

## Освіта
Здобув вищу освіту в Університеті Монпельє 3 Поль-Валері -, в інституті Політичних Досліджень Екс-ан-Прованс і в інституті Політичних Наук Мілана. Отримав диплом в області Національної безпеки, Військової історії та Історії політичних доктрин.
Захистив докторську дисертацію в Університеті Монпельє 3 за темою «Захід і Друга деколонізація: індіхенізм і ісламізм від холодної війни до сьогоднішнього дня».

## Кар'єра
Працював у Європейському Парламенті в Брюселлі, де створив консалтингову компанію.
Олександр Дель Вал викладає в Школі Комерції Ла-Рошель геополітику і міжнародні відносини.

## Публіцист
У своїй першій книзі «Ісламізм і Сполучені Штати: альянс проти Європи» (1997), він аналізує підтримку американськими спецслужбами моджахедам під час війни в Афганістані (1979—1989) . Дель Вал аналізує роль США у використанні ісламістів для боротьби з Радянським Союзом .
Всього Дель Вал опублікував сім публіцистичних книг, в яких він проаналізував підйом ісламізму, який він назвав новим видом тоталітаризму; західну цивілізацію і кризу західної ідентичності; геополітику Туреччини та її кандидатуру до Європейського Союзу; а також конфлікт у Сирії.

## Ідеї
Дель Вал виступає за зближення Росії з Європою для створення нового геополітичного блоку, який він називає Пан-Заходом. На його думку, цей союз необхідний для успішної боротьби з радикальним ісламізмом.

## Публікації
- La Maronité politique, Le système confessionnel libanais et la guerre civile, IEP d'Aix-en-Provence, 1992 (mémoire).
- Statut légal des minorités religieuses en terres d'Islam, Faculté de droit d'Aix-en-Provence, 1993 (mémoire).
- La Théorie des élites, Faculté de Sciences politiques de Milan, 1993 (mémoire de DEA en histoire des doctrines politiques et des institutions politiques).
- Islamisme et États-Unis, une alliance contre l'Europe, L'Âge d'Homme, 1997 (ISBN 2-8251-1060-4). versions italienne et serbo-croate.
- Une idée certaine de la France (ouvr coll), Sous la direction d'Alain Griotteray, 1999, France-Empire, 1998.
- Guerres contre l'Europe : Bosnie, Kosovo, Tchétchénie, Les Syrtes, 2001 (ISBN 2-84545-045-1). (versions espagnoles, brésilienne, portugaise, italienne et serbo-croate).
- Quel avenir pour les Balkans après la guerre du Kosovo, Paneuropa/L'Age d'Homme, 2000.
- Le Totalitarisme islamiste à l'assaut des démocraties, Les Syrtes, 2002.
- La Turquie dans l'Europe : un cheval de Troie islamiste ?, Les Syrtes, 2004 (ISBN 2-84545-093-1).
- Le Dilemme turc, ou les vrais enjeux de la candidature d'Ankara avec Emmanuel Razavi, Les Syrtes (ISBN 2-84545-116-4).
- Frères musulmans. Dans l'ombre d'Al Qaeda, Jean-Cyrille Godefroy, 2005 (ISBN 2-86553-179-1), préface d'Emmanuel Razavi.
- Perché la Turchia non può entrare nell'Unione europea, Guerini ed Associati, Milan, 2009 (préface de Roberto de Mattei).
- I Rossi, Neri, Verdi: la convergenza degli Estremi opposti, Lindau, 2009, Turin (préface Magdi Allam).
- Pourquoi on tue des chrétiens dans le monde aujourd'hui ? : La nouvelle christianophobie, Maxima Laurent du Mesnil 2011 (préface Denis Tillinac)
- Le complexe occidental : Petit traité de déculpabilisation, L'artilleur, Toucan Essais, 2014.
- Le Chaos syrien, printemps arabes et minorités face à l'islamisme, Dhow, 2014